# Panarthropoda
Panarthropoda là một đơn vị phân loại (không phân hạng) của liên ngành Ecdysozoa có phân loại kết hợp giữa ngành Arthropoda, Tardigrada và Onychophora, và một ngành, "Lobopodia", và một lớp duy nhất là Xenusia. Không phải tất cả các nghiên cứu đều ủng hộ nó, nhưng hầu hết là do, bao gồm các nghiên cứu thần kinh, nghiên cứu về sinh lý học và khoa học cổ sinh vật học. Ban đầu, chúng được coi là liên quan chặt chẽ đến các loài annelids, nhóm lại với nhau như Articulata, nhưng các nghiên cứu mới hơn đã đặt chúng trong Ecdysozoa.
Các đặc điểm chung của Panarthropoda bao gồm sự hiện diện của chân và móng, hệ thần kinh bụng, và một cơ thể phân chia.